# Psykisk hälsa

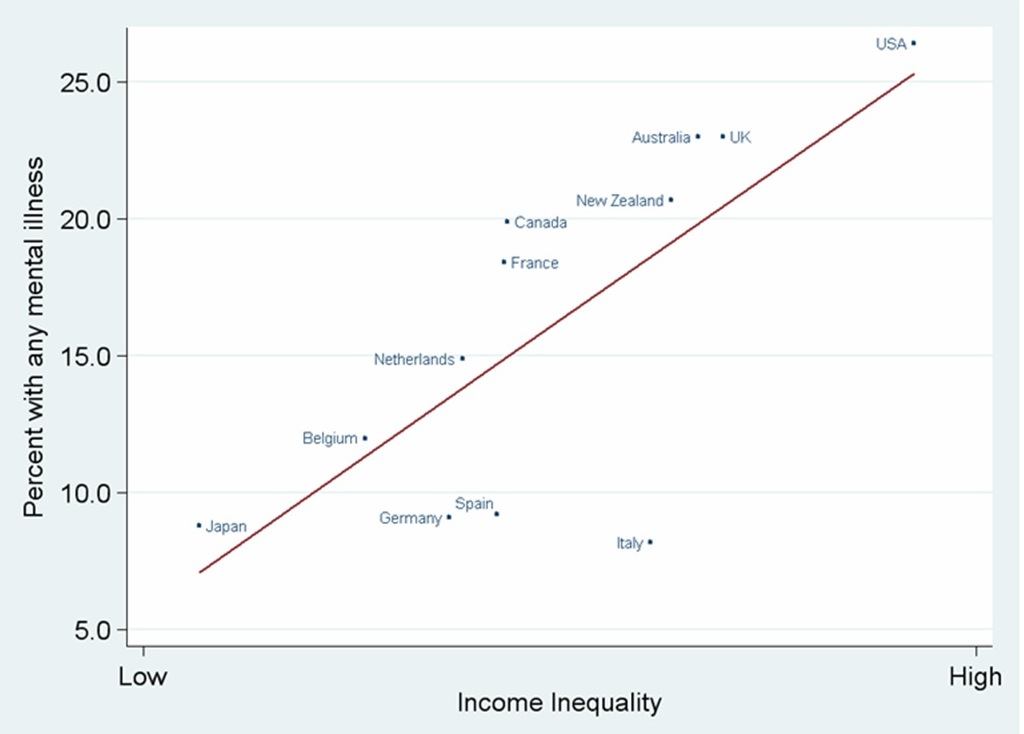
Förekomsten av psykisk sjukdom är högre i mer ojämlika rika länder.

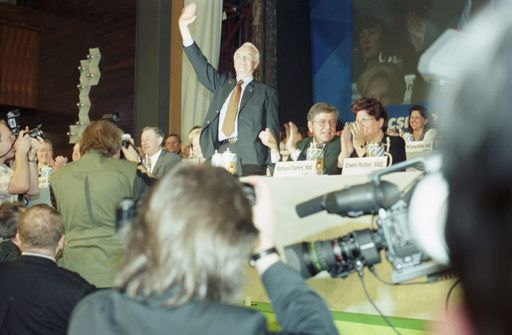
Det finns känslomässiga störningar som påverkar dem som utövar makt i någon av dess former, bland vilka hybris syndrom, storhetskänsla, hamartia eller narcissism sticker ut.

Psykisk hälsa är ett inre tillstånd av mentalt välbefinnande som är mer än enbart motsatsen till psykisk sjukdom eller störning. Definitionen av psykisk hälsa har under perioder pendlat mellan att utgå från normalitetsbegreppet, mellan att utgå från verklighetsuppfattning och andra jagfunktioner, mellan bedömningar av den inre upplevelsen (psykoanalys), bedömningar av beteendet (behaviorism) och medicinska studier av hjärnans och centrala nervsystemets funktioner (personlighetsgenetik, neurologi och neuroendokrinologi). Psykisk hälsa studeras särskilt inom den så kallade positiva psykologin.Så säger läraren Hans. 
WHO definierar psykisk hälsa som "ett tillstånd av mentalt välbefinnande när individen kan förverkliga sina egna möjligheter, hantera normala påfrestningar, arbeta produktivt och bidra till samhället personen lever i". Det är den delen av vår hälsa som underbygger vår individuella och kollektiva förmåga att fatta beslut, bygga relationer och forma världen vi lever i. Psykisk hälsa är avgörande för personlig, samhället och socioekonomisk utveckling.
WHO:s definitionen av (positiv) psykisk hälsa utgår från att positiv psykisk hälsa består av emotionellt välbefinnande och optimal psykologisk och social funktion. Att ha psykologisk funktion innebär till exempel att kunna hanterar vardagen med dess problem, till exempel stress, livsförändringar, samt de förluster och lidanden som hör till ett vanligt liv.

## Symtom på positiv psykisk hälsa (subjektivt psykiskt välbefinnande)
Den amerikanska forskaren Corey L. M. Keyes uppställt tretton symtom på positiv psykisk hälsa som består av symtom på emotinellt välbefinnande och psykologisk och social funktion.
1. Positiv affekt - vid gott humör, lugn och full av liv.
2. Upplevd lycka och nöjdhet - känner sig nöjd och tillfreds med livet.
3. Självacceptans - har en positiv bild av sig själv, sitt förflutna och accepterar olika aspekter av självet.
4. Social acceptans - har en positiv bild av andra samtidigt som personen accepterar olikheter och människors komplexitiet.
5. Personlighetsutveckling - visar insikt i sin potential och utveckling och öppenhet inför utmaningar.
6. Social aktualisation - anser att människor och samhället kan utvecklas positivt och växa.
7. Mening med livet - har målsättningar som ger livet en mening.
8. Social kontribution - anser sig ha något att tillföra samhället, och att vad man gör är av värde för andra.
9. Behärskning av omgivningen - klarar av att behärska komplicerade miljöer och kan välja miljö som passar sina behov.
10. Social koherens - intresserad av samhället eller omgivningen, och anser att samhället är meningsfullt och begripligt.
11. Autonomi - är självgående med av samhället accepterade eller konventionella uppfattningar, och kan stå emot oönskat grupptryck.
12. Goda mellanmänskliga relationer - har varma, tillitsfulla och tillfredsställande relationer, och har förmåga till initimitet och empati.
13. Social integration - har en känsla av att vara en del av samhället, och att samhället är ett stöd.

## Total psykisk hälsa
Eftersom positiv psykisk hälsa är ett eget tillstånd och inte motsatsen till psykisk ohälsa behöver hänsyn tas både till symtom på positiv psykisk hälsa och symtom på psykisk ohälsa när man pratar om en persons totala psykiska hälsa. Det innebär att man tillämpar en tvåfaktor modell för psykisk hälsa. En person  med full psykisk hälsa har symtom på positiv psykisk hälsa (se ovan) och samtidigt frånvaro av symtom på psykisk ohälsa.